# Madhupur
Madhupur é uma cidade e um município no distrito de Deoghar, no estado indiano de Jharkhand.

## Geografia
Madhupur está localizada a 24° 15′ N, 86° 39′ L. Tem uma altitude média de 228 metros (748 pés).

## Demografia
Segundo o censo de 2001, Madhupur tinha uma população de 47 349 habitantes. Os indivíduos do sexo masculino constituem 53% da população e os do sexo feminino 47%. Madhupur tem uma taxa de literacia de 63%, superior à média nacional de 59,5%: a literacia no sexo masculino é de 71% e no sexo feminino é de 54%. Em Madhupur, 16% da população está abaixo dos 6 anos de idade.